# Michael B. Jordan
Michael Bakari Jordan (Santa Ana, 9 de fevereiro de 1987) é um ator norte-americano.
Ele é mais conhecido por seus papeis como o quarterback Vince Howard em Friday Night Lights, o traficante Wallace em The Wire, Reggie Montgomery em All My Children, Steve Montgomery no filme Poder sem Limites, Alex em Parenthood, Erik Stevens/Erik Killmonger no filme Pantera Negra e Adonis Creed em Creed: Nascido para Lutar, Oscar Grant no filme aclamado pela crítica Station Fruitvale: A Última Parada, novamente Adonis Creed em Creed II.
Ele está definido para estrelar e fazer sua estreia como diretor em Creed III (2022).
Em 2020, Jordan foi nomeado uma das 100 pessoas mais influentes do mundo pela revista Time.

## Infância
Michael Bakari Jordan nasceu em 9 de fevereiro de 1987, em Santa Ana, Califórnia, filho de Donna e Michael A. Jordan. Ele tem uma irmã, Jamila, e um irmão mais novo, Khalid. A família de Jordan passou dois anos na Califórnia antes de se mudar para Newark, New Jersey. Ele frequentou a Newark Arts High School, onde sua mãe trabalha, e onde ele jogou basquete.

## Carreira
Ele lançou sua carreira como ator profissional em 1999, quando apareceu brevemente em episódios individuais da série de televisão Cosby e The Sopranos. Seu primeiro papel principal no cinema ocorreu em 2001, quando ele apareceu em Hardball, estrelado por Keanu Reeves. Em 2002, ele ganhou mais atenção ao interpretar Wallace na primeira temporada de The Wire da HBO.
Em 2009, Jordan começou a estrelar o drama Friday Night Lights da NBC  como o quarterback Vince Howard, e morava em um apartamento em Austin onde a série foi filmada.
Em 2012, interpretou o personagem principal Steve Montgomery em Chronicle, um filme sobre três meninos adolescentes que desenvolvem habilidades sobre-humanas. Ele também estrelou um episódio da última temporada de House, como um paciente cego.
Em 2013, Jordan estrelou como a vítima do tiroteio Oscar Grant em Fruitvale Station, dirigido por Ryan Coogler. Seu desempenho foi aclamado pela crítica, com Todd McCarthy do The Hollywood Reporter afirmando que Jordan o lembrava de "um jovem Denzel Washington". Após seu papel em Fruitvale Station, Jordan foi nomeado um "ator a ser assistido" pela People and Variety.

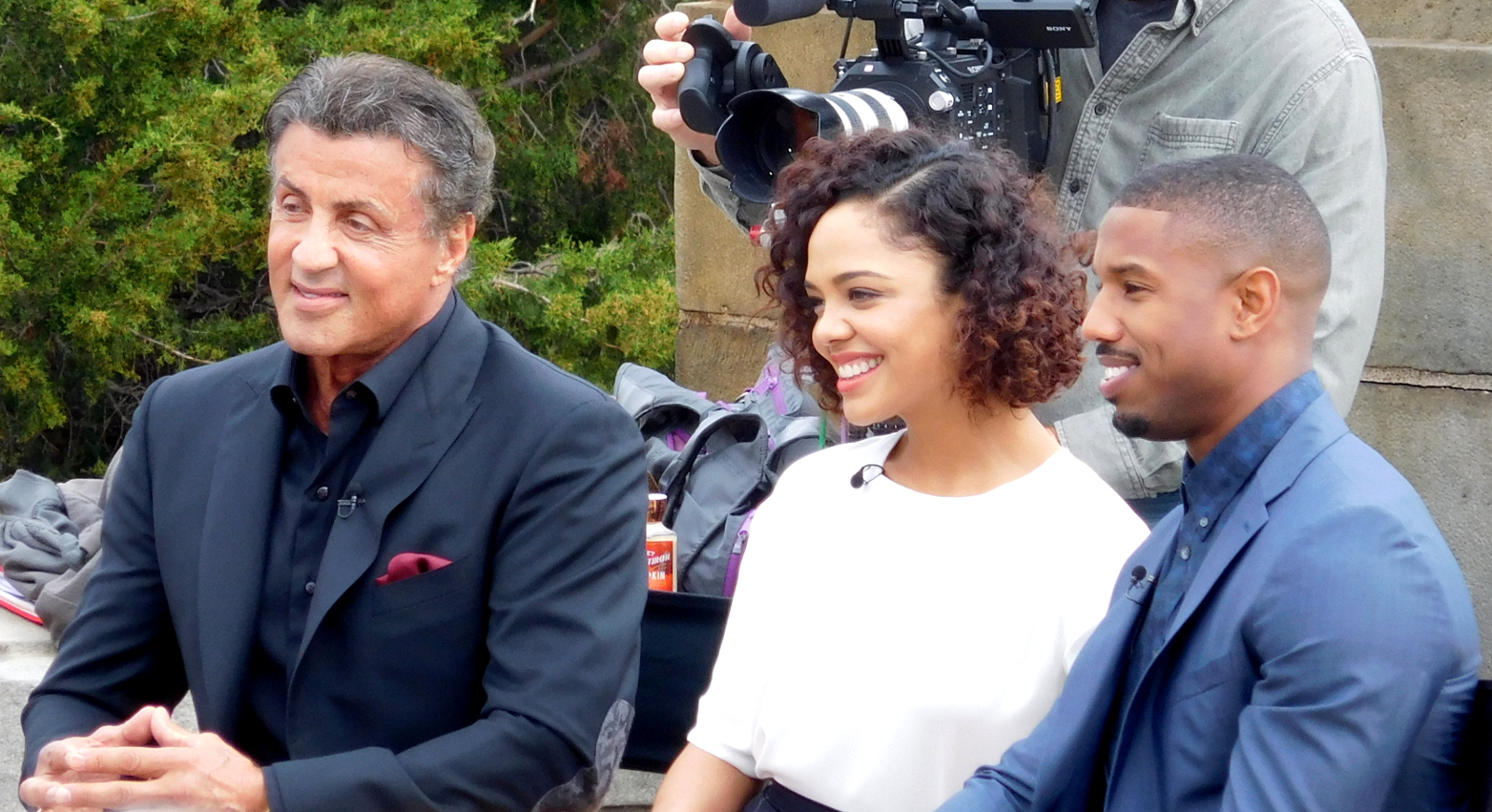
Jordan ao lado de Sylvester Stallone e Tessa Thompson promovendo Creed em novembro de 2015.

Em 2015, Jordan se recuperou com aclamação da crítica quando estrelou como Donnie Creed, o filho do boxeador Apollo Creed, em Creed, sua segunda colaboração com Coogler, que co-estrelou Sylvester Stallone. Jordan se preparou para seu papel como boxeador no Creed, realizando um ano de rigoroso treinamento físico e uma dieta restrita de baixo teor de gordura. Ele não teve um dublê durante as filmagens e ficava "rotineiramente ensanguentado, machucado e tonto" quando as cenas de luta eram filmadas.
Em fevereiro de 2018, Jordan estrelou como o vilão Erik Killmonger em Black Panther; isso marcou a terceira colaboração de Jordan com Coogler. Sua atuação em Black Panther recebeu aclamação da crítica, com Dani Di Placido da Forbes afirmando que Jordan "rouba o show", enquanto Jason Guerrasio do Business Insider escreveu que o ator "interpreta um Killmonger cheio de ódio e vazio - nós vencemos' para revelar o porquê - mas ele também fala com uma arrogância que é simplesmente uma alegria de assistir... o filme ganha mais história e diversão visual sempre que Jordan está na tela." Naquele mesmo ano, Jordan reprisou seu papel como boxeador Donnie Creed em Creed II, uma sequência de Creed (2015). Creed II foi lançado nos Estados Unidos pela Metro-Goldwyn-Mayer em 21 de novembro de 2018. O filme recebeu críticas geralmente positivas dos críticos e estreou com US$ 35,3 milhões no fim de semana de estreia.
Em 2019, Jordan interpretou o advogado Bryan Stevenson em um drama jurídico, Just Mercy, que ele também co-produziu. O filme, baseado em uma história da vida real, foi lançado em dezembro e aclamado pela crítica. Jordan estrelou Without Remorse, baseado no livro de Tom Clancy , como John Clark, diretor da unidade de contraterrorismo de elite Rainbow Six. Originalmente planejado para lançamento em 18 de setembro de 2020, foi lançado em 30 de abril de 2021 devido à pandemia COVID-19.
Jordan fará sua estreia na direção com Creed III, uma sequência de Creed II, além de produzir e reprisar seu papel de protagonista como o boxeador Donnie Creed. O lançamento está previsto para 23 de novembro de 2022.

## Filmografia

### Filmes
| Ano  | Título                             | Papel                                | Notas                     |
| ---- | ---------------------------------- | ------------------------------------ | ------------------------- |
| 1999 | Black and White                    | Adolescente #2                       |                           |
| 2001 | Hardball                           | Jamal                                |                           |
| 2007 | Blackout                           | C.J.                                 |                           |
| 2009 | Pastor Brown                       | Tariq Brown                          |                           |
| 2012 | Red Tails                          | Maurice 'Bumps' Wilson               |                           |
| 2012 | Poder sem Limites                  | Steve Montgomery                     |                           |
| 2013 | Fruitvale Station                  | Oscar Grant                          |                           |
| 2013 | Liga da Justiça: Ponto de Ignição  | Victor Stone /Cyborg                 | Voz                       |
| 2014 | Namoro ou Liberdade                | Mikey                                |                           |
| 2015 | Quarteto Fantástico                | Johnny Storm / Tocha Humana          |                           |
| 2015 | Creed - Nascido Para Lutar         | Adonis "Donnie" Johnson Creed        |                           |
| 2018 | Pantera Negra                      | N'Jadaka / Erik "Killmonger" Stevens |                           |
| 2018 | Creed II                           | Adonis "Donnie" Johnson Creed        |                           |
| 2020 | Luta por Justiça                   | Bryan Stevenson                      |                           |
| 2021 | Tom Clancy's Sem Remorso           | John Kelly                           |                           |
| 2021 | Space Jam: Um Novo Legado          | Ele Mesmo                            | Participação Especial     |
| 2021 | A Journal for Jordan               | Charles Monroe King                  | Também Produtor           |
| 2022 | Pantera Negra: Wakanda Para Sempre | N'Jadaka / Erik "Killmonger" Stevens | Participação especial     |
| 2023 | Creed III                          | Adonis "Donnie" Johnson Creed        | Estreia como diretor      |
| 2025 | Pecadores                          | Smoke / Stack                        |                           |
| TBA  | I am Legend 2                      | TBA                                  | Também Produtor Executivo |
| TBA  | Super Choque                       | Produtor                             | Produtor                  |

### Televisão
| Ano       | Título                         | Papel                                      | Notas                                      |
| --------- | ------------------------------ | ------------------------------------------ | ------------------------------------------ |
| 1999      | The Sopranos                   | Rideland Kid                               | Episódio: "Down Neck"                      |
| 1999      | Cosby                          | Mike                                       | Episódio: "The Vesey Method"               |
| 2002      | The Wire                       | Wallace                                    | 12 episódios                               |
| 2003-2006 | All My Children                | Reggie Porter Montgomery                   | Elenco Regular; 59 episódios               |
| 2006      | CSI: Crime Scene Investigation | Morris                                     | Episode: "Poppin' Tags"                    |
| 2006      | Without a Trace                | Jesse Lewis                                | Episode: "The Calm Before"                 |
| 2007      | Cold Case                      | Michael Carter                             | Episode: "Wunderkind"                      |
| 2009      | Burn Notice                    | Corey Jensen                               | Episódio: "Hot Spot"                       |
| 2009      | Bones                          | Perry Wilson                               | Episódio: "The Plain in the Prodigy"       |
| 2009      | The Assistants                 | Nate Warren                                | 13 episódios                               |
| 2009-2011 | Friday Night Lights            | Vince Howard                               | Elenco Regular; 26 episódios               |
| 2010      | Law & Order: Criminal Intent   | Danny Ford                                 | Episódio: "Inhumane Society"               |
| 2010      | Lie to Me                      | Key                                        | 2 episódios                                |
| 2010-2011 | Parenthood                     | Alex                                       | 16 episódios                               |
| 2012      | House, M.D.                    | Will Westwood                              | Episódio: "Love Is Blind"                  |
| 2012      | County                         | Travis Hancock                             | Unaired TV pilot                           |
| 2014      | Ridiculousness                 | Ele mesmo                                  | Episódio: "Michael B. Jordan"              |
| 2014      | The Boondocks                  | Pretty Boy Flizzy (voz)                    | Episódio: "Pretty Boy Flizzy"              |
| 2015      | Running Wild with Bear Grylls  | Ele mesmo                                  | Episode: "Michael B. Jordan"               |
| 2018      | Fahrenheit 451                 | Guy Montag                                 | Filme televisivo                           |
| 2019      | Raising Dion                   | Pai de Dion, Mark                          | Série original Netflix; Produtor Executivo |
| 2021      | What If...?                    | N'Jadaka / Erik "Killmonger" Stevens (voz) | 2 episódios                                |

### Video games
| Ano  | Título         | Papel                 | Notas                                              |
| ---- | -------------- | --------------------- | -------------------------------------------------- |
| 2011 | Gears of War 3 | Jace Stratton         | Voz                                                |
| 2016 | NBA 2K17       | Justice Young/Himself | Supporting character of the MyCareer mode and host |
| 2017 | Wilson's Heart | Kurt Mosby            | Voz                                                |